# 左旋葡萄糖酮
左旋葡萄糖酮是一种有机化合物，化学式为[OCH
2(CH)
4CO
2]，它是浅黄色液体，为左旋葡聚糖失去两个水分子形成的不饱和双环酮醚。它是纤维素、D-葡萄糖和左旋葡聚糖催化热解的产物，在生物燃料上有应用研究。